# Julien Desprès
 (octobre 2012).
 (août 2025).
Julien Desprès, né à Clamart le 12 mai 1983, est un sportif français qui pratique l'aviron avec l'équipe de France principalement en quatre sans barreur. Il mesure 1,87 m pour 90 kg. Il anime régulièrement des conférences sur les leviers de la performance, le talent versus le travail ?, l'échec et l'adrénaline comme moyens d'avancer ou les apports du sport de haut niveau à l'entreprise.

## Biographie
Il a été formé au Sport Nautique de Bergerac, avec lequel il gagne d'abord 6 titres de champion de France et 2 Coupes de France (skiff 2001, deux de couple 2002 et 2006, deux sans barreur 2008, quatre sans barreur 2001 et 2009, huit 2001 et 2009), rentre en équipe de France en 1999 et devient vice-champion du monde junior à Zagreb en 2000, puis champion du monde Espoir en 2002 à Gênes en quatre de couple, ce qui lui permet d'avoir gagné au niveau français ou mondial dans tous les bateaux olympiques que présente l'aviron.
Conciliant son parcours sportif au pôle France de Lyon à des études supérieures à Sciences Po Lyon et un master spécialisé Entreprendre à l'École de Management de Lyon (EM Lyon), il gagne la médaille de bronze aux Jeux olympiques de Pékin 2008 en quatre de pointe sans barreur avec Dorian Mortelette, Germain Chardin et Benjamin Rondeau avec qui il était finaliste mondial lors des deux précédents Mondiaux. Il gagne un mois plus tard la médaille d'or aux Championnats d'Europe à Schinias, le bassin des Jeux Olympiques d'Athènes, où il était remplaçant en 2004.
Après une année de transition où il s'installe sur Bayonne et est médaillé de Bronze aux Championnats d'Europe, il intègre ENGIE Cofely, filiale d'ENGIE, en tant qu'ingénieur en efficacité énergétique. Son arrivée pour la saison 2009/2010 à l'Aviron Bayonnais coïncide avec le gain d'une Coupe de France et de deux nouveaux titres de champions de France, en deux sans barreur avec Jean-Baptiste Macquet puis en quatre sans barreur avec Romain Traille, Julien Montet et Maxime Bellon, une médaille en Coupe du Monde et un titre de champion du Monde décroché sur le lac de Karapiro en Nouvelle-Zélande avec Jean-Baptiste Macquet, Dorian Mortelette et Germain Chardin qui clôture une année 2010 exceptionnelle.  
Deux dixièmes de secondes empêche son équipage de se qualifier pour les Jeux Olympiques de Londres où il commente finalement pour France Télévision les épreuves d'aviron. Membre de la Commission des Athlètes du Comité National Olympique et Sportif (2010-2013), il a poussé pour un système de représentation électif et l'élaboration de contrepoids vis-à-vis des fédérations. 
Finaliste mondial avec le huit français en 2013 et 2014, il remporte sur l'olympiade suivante deux médailles en Coupe du Monde en deux sans barreur (Sydney) et en huit (Eton). 
Encore vainqueur de la Coupe de France en 2013, champion de France en 2015 avec Maxime Bellon et Déborah Bobe, il conquiert en parallèle deux titres de champion du Monde de surfboat en 2014 (Montpellier) et 2016 (Noordjwik) avec Hossegor Sauvetage Côtier.  
Il a vécu avec ses parents et ses frères et sœur au milieu des vignes de Monbazillac (dans le Sud-Ouest).